# Tegra (SoC)

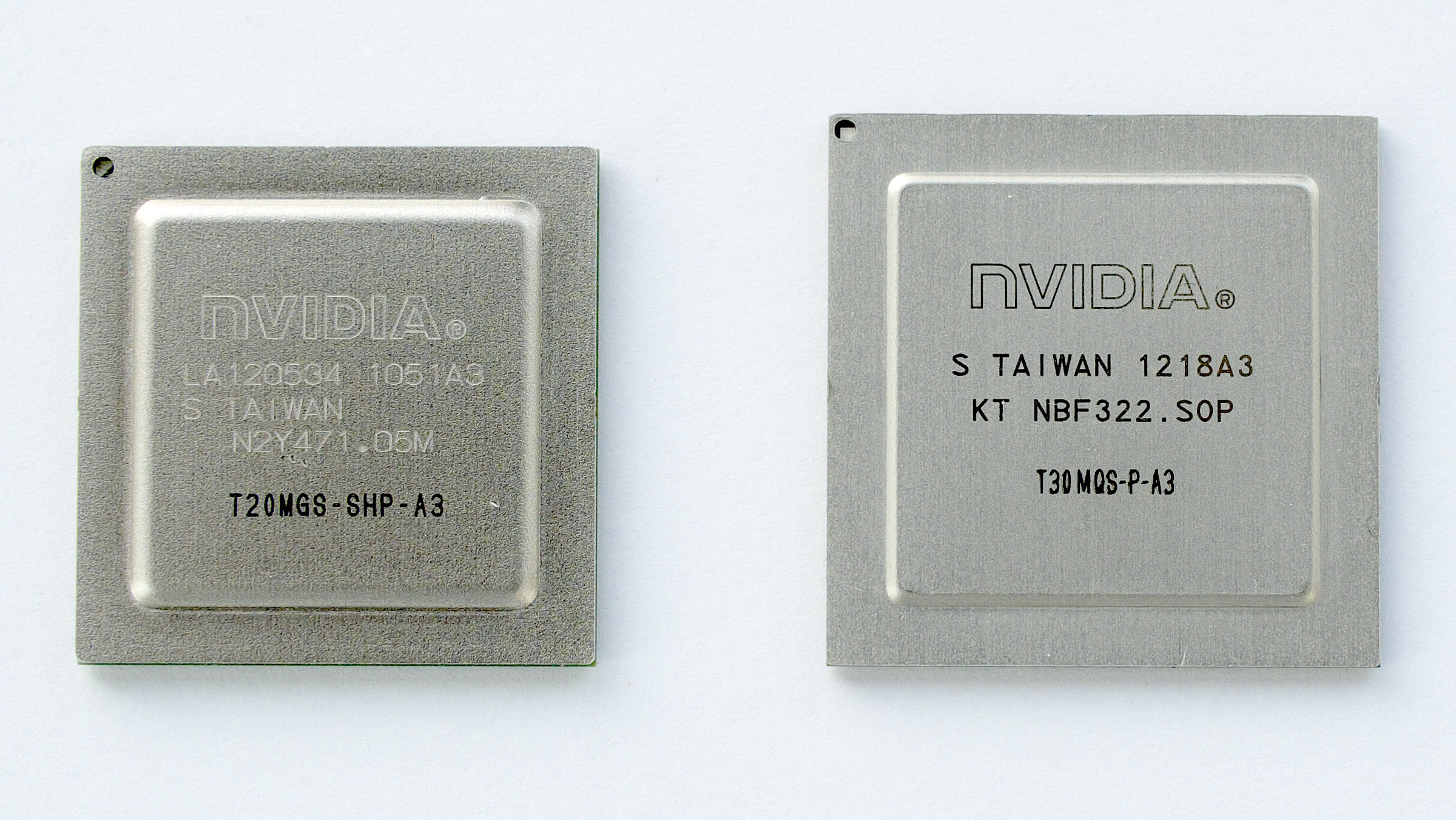
NVIDIA Tegra T20 (Tegra 2) en T30 (Tegra 3) chips

De Tegra is een system-on-a-chip (SoC) ontwikkeld door NVIDIA voor mobiele computers, zoals smartphones, personal digital assistants (PDA), en mobiele internetapparaten. De Tegra behuist een processor gebaseerd op de ARM-architectuur, samen met een grafische processor, een north- en southbridge, en geïntegreerd geheugen.
Vroege Tegra-modellen waren ontworpen als efficiënte multimedia-processors, de latere modellen zijn meer gericht op hoge prestaties voor spelcomputers.

## Geschiedenis
De eerste Tegra APX 2500 werd aangekondigd op 12 februari 2008. In datzelfde jaar kwam ook de Tegra 600-serie uit. De APX 2600 werd aangekondigd in februari 2009. Laatstgenoemde was ontworpen voor smartphones, terwijl de Tegra 600 en 650 was bedoeld voor smartbooks (een combinatie van een smartphone en netbook) en mobiele internetapparaten.
NVIDIA kondigde in februari 2011 tijdens het Mobile World Congress evenement in Barcelona de eerste quad-core SoC multikernprocessor aan. De chip is tegenwoordig bekend onder de naam Tegra 3, en werd toegepast in veel tablets van begin 2011.
In maart 2015 werd de Tegra X1 aangekondigd. Dit is een SoC met een grafische prestatie van 1 teraflops. Tijdens het evenement werd de "Elemental" demo getoond dat draaide op de Unreal Engine 4.
Op 20 oktober 2016 kondigde NVIDIA aan dat de Switch-spelcomputer van Nintendo gebruik gaat maken van een Tegra-processor.
Het einde van de ondersteuning van Tegra door NVIDIA is gesteld in januari 2024.

## Modellen

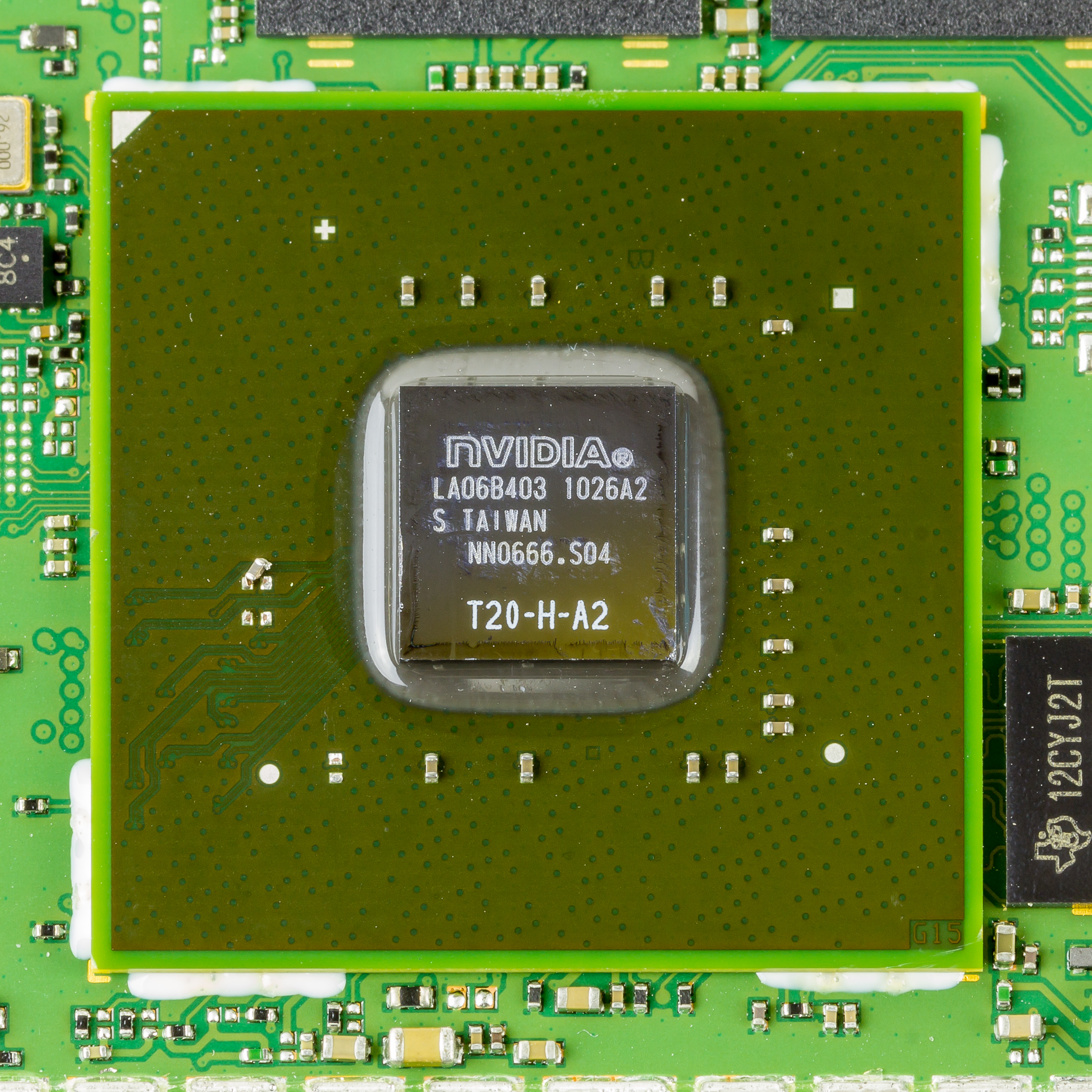
nvidia Tegra 2 T20

- Tegra APX
- Tegra 600-serie
- Tegra 2
- Tegra 3
- Tegra 4
- Tegra K1
- Tegra X1
- Tegra P1